# Metropolia Newark
Metropolia Newark – metropolia Kościoła rzymskokatolickiego obejmująca w całości stan New Jersey w Stanach Zjednoczonych.
Katedrą metropolitarną jest bazylika Najświętszego Serca Pana Jezusa w Newark.

## Podział administracyjny
Metropolia jest częścią regionu III (NJ, PA)
- Archidiecezja Newark
- Diecezja Camden
- Diecezja Metuchen
- Diecezja Paterson
- Diecezja Trenton

## Metropolici
- Thomas J. Walsh (1928–1952)
- Thomas Aloysius Boland (1953–1974)
- Peter Leo Gerety (1974–1986)
- Theodore McCarrick (1986–2000)
- John Myers (2001–2016)
- Joseph Tobin (od 2016)